# آنا بروهاسكا

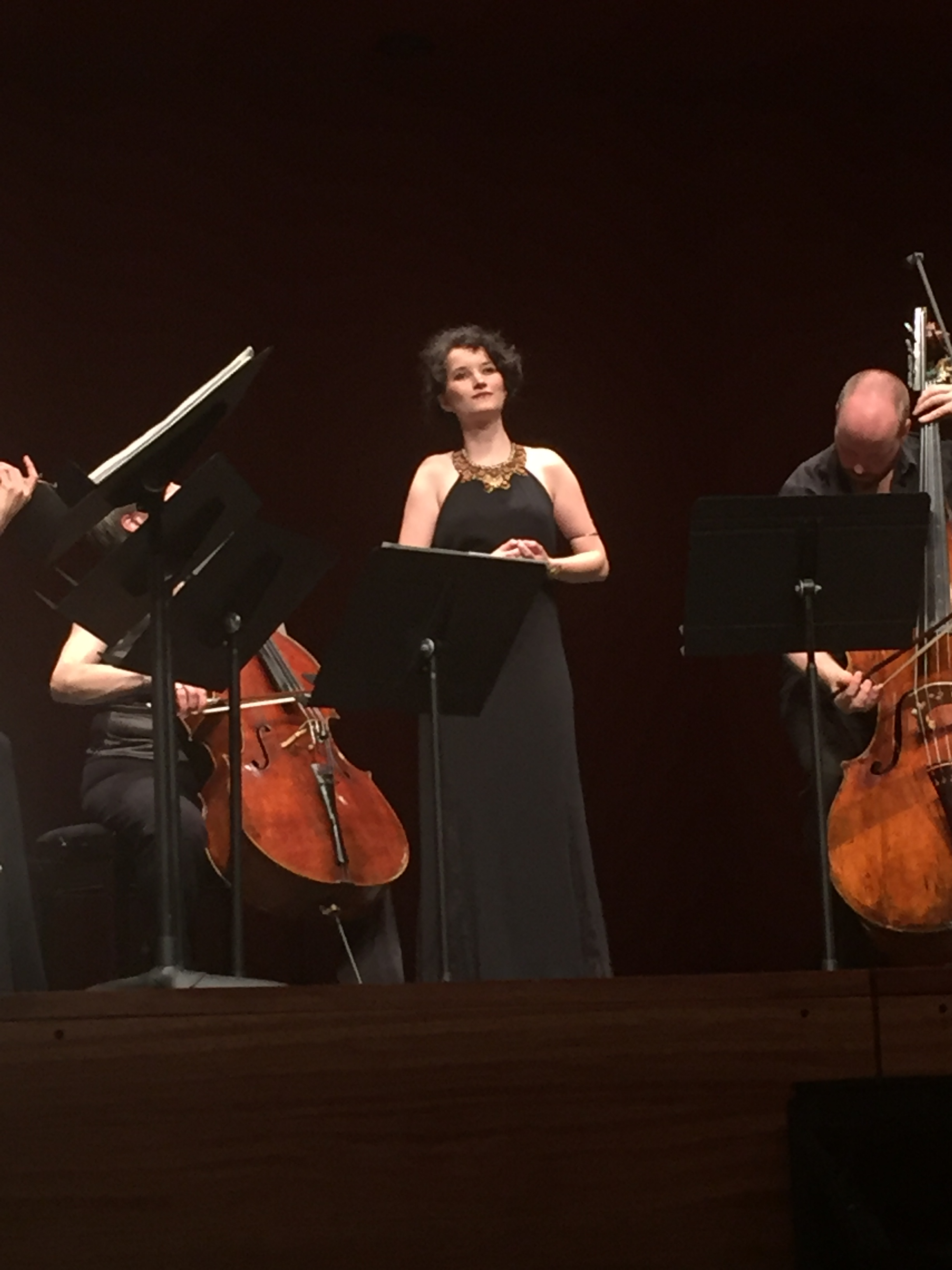
آنا بروهاسكا

آنا بروهاسكا (ولدت عام 1983 في نيو أولم ) مغنية نمساوية - إنجليزية متخصصة في الكولوراتورا سوبرانو، تعيش في برلين.

## سيرة شخصية
ولدت آنا بروهاسكا في عام 1983 في نيو أولم، وهي حفيدة قائد الأوركسترا النمساوي فيليكس بروهاسكا [الإنجليزية] وابنة مخرج أوبرا نمساوي ومغنية إيرلندي بريطاني، وهي شقيقة مغني التينور دانيال بروهاسكا الذي يكبرها بعشر سنوات. نشأت في فيينا، وانتقلت في سن السادسة مع والديها إلى برلين. هناك تلقت دروسا خصوصية من مديرة الموسيقى العامة إيبرهارد كلوك، قد غنت أولاً في جوقة الأطفال ثم في جوقة سينغلفوت (بالألمانية: Singflut)‏ ، وهي جوقة أخرى تابعة لأبرشية القديس لويس الكاثوليكية في برلين-فيلمرسدورف. تتلمذت لاحقًا في الغناء علي أيدي نورما شارب والآن بريندا ميتشل وفولفرام ريجر في أكاديمية «هانز أيسلر» الموسيقية في برلين.
منذ عام 2006 وهي عضو في فرقة أوبرا أونتر دين ليندن [الإنجليزية] ، وظهرت في عام 2009 لأول مرة في مهرجان عيد الفصح في سالزبورغ مع أوركسترا برلين الفيلهارمونية، وفي عام 2012 أدت في افتتاح مهرجان سالزبورغ أغنية البهجة [الإنجليزية] من تلحين موتسارت، بعد أن علمت في الليلة السابقة أنها ستقف مع مغنية السوبرانو الصينية المريضة سين جو.
في الأعوام 2012 إلى 2015 كانت بروهاسكا واحدة من الفنانين المشاركين في سلسلة عروض «شباب جامح» (بالألمانية: Junge Wilde)‏ في دار كونشرتو دورتموند.
عملت مع المخرجين هاري كوبفر وكريستوف شلينجينسيف، وقادة الأوركسترا ماريس يانسون، وكلاوديو أبادو، ودانييل بارينبويم، وبيير بوليز، وسيمون راتل، ورينيه جاكوبس.

## جوائز
- 2017: جائزة الموسيقى الكلاسيكية الدولية (ICMA)، فئة «صوت الباروك»، عن فيلم Serpent & Fire.[3]
- 2016: جائزة برلين الفنية [4]
- 2014: جائزة المسرح الموسيقي النمساوي - شيكانيدر الذهبي في فئة أفضل دور ثانوي نسائي، عن دورها في فيديليو على مسرح تياتر أن دير فين [الإنجليزية].[5]
- 2012: جائزة «صدى كلاسيك» في فئة الفنانين الشباب (غناء)، لألبومها سيرين (بالفرنسية: Sirène)‏ [6]
- 2010: جائزة شنايدر شوت الموسيقية في ماينز
- 2008: جائزة دافني
- 2006: الاختيار لأكاديمية هاندل الدولية في كارلسروه
- 2005: جائزة Hanns Eisler للتأليف والتفسير للموسيقى المعاصرة
- 2003: اختيار للأكاديمية الأوروبية للموسيقى في إيكس أون بروفانس

## بعض تسجيلاتها
- الثعبان والنار. بورسيل، جراوبنر، سارتوريو، لوك، هاندل، هاس، كافالي وآخرين آنا بروهاسكا، إيل جياردينو أرمونيكو، جيوفاني أنتونيني. ألفا.[7]
- روفوس وينرايت: خذ كل ما أحب. (بناء على قصائد شكسبير). دويتشه جراموفون، 2016.
- خلف الخطوط - أغاني الجنود 1914-2014. مع إيريك شنايدر، بيانو. دويتشه جراموفون، 2014.
- الغابة المسحورة. أرياس وأعمال الآلات لأنطونيو فيفالدي، جورج فريدريش هانديل، هنري بورسيل، فرانشيسكو كافالي وكلاوديو مونتيفيردي. مع فرقة “Arcangelo” بقيادة جوناثان كوهين. دويتشه جراموفون، 2013.
- بيرند ألويس زيمرمان: مبدئي. الأغاني وموسيقى الحجرة المبكرة. مع كورديليا هوفر وأليساندرو كابوني وراشيل شميدت وتريو برلين. ويرجو، 2011.
- جورج فريدريش هاندل: شاول. (مراب). جوقة غرفة دريسدن، أوركسترا درسدن الباروك، هانز كريستوف رادمان. كاروس، لينفيلدن-إشتردينجن 2011.
- صفارة إنذار. أغاني غوستاف مالر، كلود ديبوسي، هنري لوز، جون دولاند، جوزيف هايدن، فرانز شوبرت، جورج بيزيه، كارول زيمانوفسكي، روبرت شومان، غابرييل فوري، هوجو وولف، آرثر هونيغر، فيليكس مندلسون بارتولدي، أنتون دفوراك. مع إيريك شنايدر، بيانو. دويتشه جراموفون، 2011.
- جيوفاني باتيستا بيرغوليسي: ستابات ماتر. مع برناردا فينك، أكاديمية الموسيقى المبكرة في برلين، برنارد فورك. هارمونيا موندي فرنسا، 2009.
- باخ: الخلاص، مع فرقة لاوتن كومباني لموسيقى الباروك، بقيادة فولفغانغ كاتشنر، إنتاج ألفا كلاسيك، 2020.

## روابط إنترنت
- أعمال وبيانات آنا بروهاسكا في فهرس مكتبة ألمانيا الوطنية
- موقع آنا بروهاسكا الرسمي
- آنا بروهاسكا على موقع دويتشه غراموفون
- آنا بروهاسكا في مقابلة مع VAN Magazin (15. يونيو 2016)